# Federazione di rugby a 15 del Galles
La Welsh Rugby Union (gallese Undeb Rygbi Cymru) è l'organismo di governo del Rugby XV in Galles ed è affiliato all'International Rugby Board.
William, duca di Cambridge è diventato, nel febbraio 2007, il Vice Royal Patron del Welsh Rugby Union.

## Storia

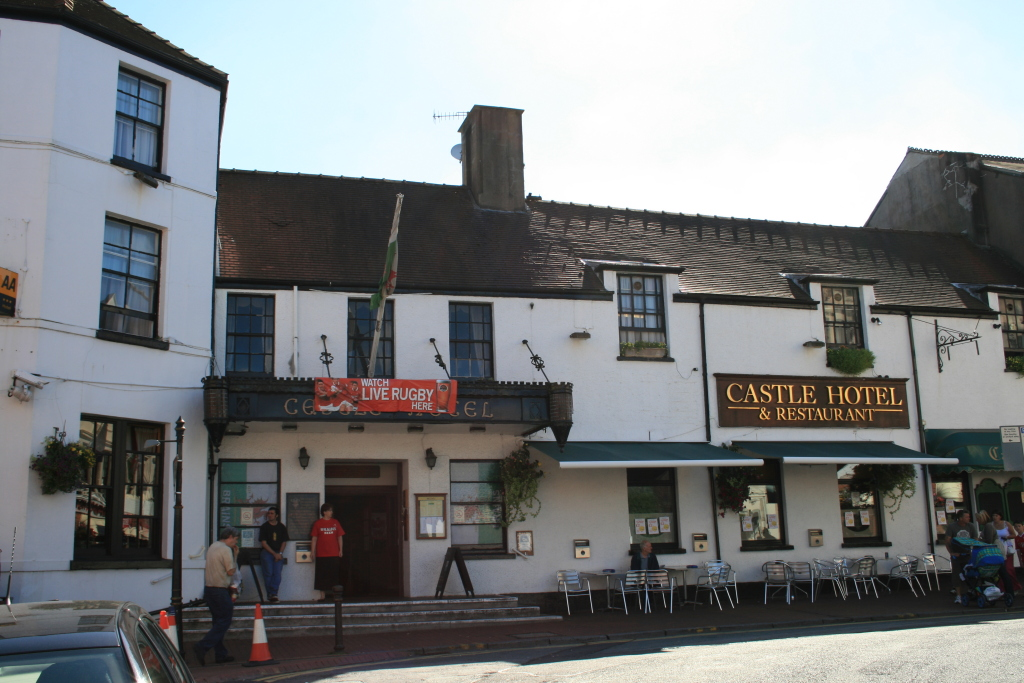
Il Castle Hotel di Neath dove è cominciato tutto

Le radici del Welsh Rugby Union vanno ricercate nella creazione del South Wales Football Club nel settembre 1875.
Anche in Galles, il rugby era arrivato dall'Inghilterra attorno al 1860 nelle Public School, diffondendosi non solo nelle classi agiate, ma anche presso i minatori, tanto che il rugby gallese sempre manterrà una matrice più popolare rispetto all'Inghilterra. Il Galles sarà anche il paese in cui maggiormente prevarrà il rugby rispetto al calcio, o meglio prevarranno le regole della Rugby School, rispetto a quelle della Football Association. Il primo club "open" ossia aperto a tutti, viene fondato a Neath nel 1871. Nel 1876 viene disputato un primo campionato ufficioso tra Neath RFC, Newport RFC (vincitore) e altre 4 squadre.
Il South Wales Football Club fu sostituito nel 1878 dal South Wales Football Union nel tentativo di dare maggiori regole allo sport e di creare una squadra che rappresentasse il Galles negli incontri internazionali. La SWFU norganizzò un match internazionale contro l'Inghilterra nel 1880. Questo si disputò il 19 febbraio 1881 e fu vinta dall'Inghilterra per 7 goal, un drop e 6 mete a zero. In questa pesante sconfitta vanno ricercati i semi che avrebbero portato alle riforme e alla creazione del WRU.
C'è confusione riguardo alla data ufficiale di creazione del Welsh Rugby Union. Si suppone che nel marzo 1880 nove squadre si incontrarono al Tenby Hotel di Swansea con l'intento di creare una nuova federazione. Si pensa che questi club fossero: Cardiff RFC, Chepstow RFC, Haverfordwest RFC, Llandaff RFC, Llanelli RFC, Neath RFC, Newport RFC, Pontypridd RFC e Swansea RFC. Questo incontro fu organizzato in modo tale che non ci fossero prove scritte dell'incontro stesso, ma solo testimonianze orali.
Il 12 marzo 1881 undici squadre si incontrarono al Castle Hotel di Neath per formare quella che sarebbe diventata, in un secondo tempo, la Welsh Rugby Union. Gli undici club fondatori della WFU (Welsh Football Union), come fu chiamata allora la federazione, erano: Swansea RFC, Pontypool RFC, Newport RFC, Merthyr RFC, Llanelli RFC, Bangor RFC, Brecon RFC, Cardiff RFC, Lampeter College RFC, Llandovery RFC e Llandeilo RFC.  Stranamente non fu registrata la presenza del club più antico del Galles, il Neath RFC, anche se l'incontro si svolse proprio nella città di Neath. Non si sa se fu per una svista della giunta che non fu registrata la presenza del Neath oppure se questo era effettivamente assente.
La federazione cambiò il proprio nome in Welsh Rugby Union nel 1934.

## Responsabilità
La WRU è responsabile del rugby gallese, e quindi inclusi 293 club, la nazionale e le coppe e i campionati nazionali. Inoltre possiede il Millennium Stadium di Cardiff.
A parte la nazionale, le maggiori rappresentanti del rugby gallese sono le quattro squadre regionali. Queste sono state create nel 2003, quando la WRU decise di ridurre i maggiori nove team professionistici in cinque regioni, seguendo la formula vincente delle provincie irlandesi e delle franchigie sudafricane, australiane e neozelandesi del Super 12. In un primo tempo la WRU sperava di creare quattro regioni, ma Cardiff e Llanelli decisero di non unirsi tra loro. Comunque dopo solo un anno la squadra regionale dei Celtic Warriors si sciolse e lasciò il Galles con solo quattro regioni. Il territorio che era di competenza dei Celtic Warriors fu così suddiviso tra Cardiff Blues e Ospreys.
Le squadre regionali sono Cardiff Blues, Llanelli Scarlets, Ospreys e Newport Gwent Dragons. Partecipano a Celtic League, European Rugby Cup e European Rugby Shield. Ogni regione può convocare giocatori dai team appartenenti all'area di competenza, team che giocano nella Welsh Premier Division.
La WRU ha anche la parte più importante nella formazione di allenatori, arbitri e giocatori di tutte le età, sia uomini che donne.
Organizza inoltre una serie di competizioni tra cui la Welsh Premier Division, ossia il campionato nazionale, nato nel 1990 (in precedenza si assegnava il titolo sulla base di tabelle di merito) e che oggi ha perso importanza dopo la riforma che ha portato ai regional teams. Viene inoltre disputata dal 1972 la WRU Challenge Cup, coppa nazionale ad eliminazione diretta.

## Cariche principali del Welsh Rugby Union

### Presidenti
- C.C. Chambers (1881(Marzo)–1881(Sett.))
- Victor Albert George Child Villiers, 7º Conte di Jersey (1881(Sett.)–1885)
- Sir J.T.D. Llewellyn (1885–1906)
- Horace S. Lynn (1906–1947)
- Sir David Rocyn Jones (1947–1953)
- Ernest Davies (1953–1954)
- W.R. Thomas (1954–1955)
- Major T.H. Vile (1955–1956)
- Glyn Stephens(1956–1957)
- Enoch H. Rees (1957–1958)
- F.G. Phillips (1958–1959)
- Lt. Col. P.R. Howells (1959–1960)
- D. Hopkin Thomas (1960–1961)
- D.E. Davies (1961–1962)
- J.W. Faull (1962–1963)
- D. Ewart Davies (1963–1964)
- Nathan Rocyn Jones (1964–1965)
- David Jones (1965–1966)
- T.C. Prosser (1966–1967)
- Glyn Morgan (1967–1968)
- Ivor E. Jones (1968–1969)
- V.C Phelps (1969–1970)
- Kenneth Morgan Harris (1970–1971)
- Rhys E. Williams (1971–1972)
- Vernon J. Parfitt (1972–1973)
- Leslie M. Spence (1973–1974)
- Harry M Bowcott (1974–1975)
- Handel C. Rogers (1975–1976)
- Hywel Thomas (1976–1977)
- T. Rowley Jones (1977–1978)
- D. Luther James (1978–1979)
- Gwyn Roblin (1979–1980)
- Cliff W. Jones (1980–1981)
- O.G. John (1981–1982)
- Hermas Evans (1982–1983)
- Eirwyn Davies (1983–1984)
- Kenneth Gwilym (1984–1985)
- Alun Thomas (1985–1986)
- Desmond Barnett (1986–1987)
- W. George Morgan (1987–1988)
- Myrddin Jones (1988–1989)
- Clive Rowlands (1989–1990)
- G.J. Treharne (1990–1991)
- Ieuan Evans (1991–1992)
- Graham Tregidon (1992–1993)
- Sir Tasker Watkins (1993–2004)
- Keith Rowlands (2004–2006(Nov.)
- Glanmor Griffiths (2007(maggio)–2007 Ott.)
- Dennis Gethin (2007–2019)
- Gerald Davies (2019–2023)
- Terry Cobner (2023–presente)

### Segretari
- Richard Mullock (1881–1892)
- W.H. Gwynn (1892–1896)
- Walter E. Rees (1896–1948)
- Eric Evans (1948–1955)
- William H. Clement (1956–1981)
- Ray Williams (1981–1988)
- David East (1989
- Danis Evans (1990–1993)
- Edward Jones (1993–1996)
- Richard Jasinski (1996–1997)
- Dennis Gethin (1998–2002)

Carica scomparsa

### Tesorieri onorari
- Richard Mullock (1881–1891)
- William H. Wilkins (1891–1903)
- T.R. Griffiths (1903–1930)
- Sam West (1930–1934)
- Eric Roberts (1934–1945)
- P.O. Evans(1946–1952)
- Kenneth Morgan Harris (1952–1982)
- Glanmor Griffiths(1984–2003)
- 2003 Carica scomparsa